# Pedro Bonhomme
O Bem-Aventurado Padre Pedro Bonhomme (em francês: Pierre Bonhomme; 4 de julho de 1806 — 9 de setembro de 1861) foi um presbítero católico romano francês que exerceu sua missão pastoral em Cahors. Ele fundou a congregação religiosa conhecida como as Irmãs de Nossa Senhora do Calvário de Gramat.
Bonhomme estabeleceu sua nova congregação com o objetivo de educar as crianças e ajudar os pobres e os deficientes. Ele abriu escolas para crianças e educou as pessoas sobre a importância do serviço aos pobres e àqueles que precisavam de ajuda. Ele foi lembrado após sua morte como pregador e evangelizador incansável.
Ele foi beatificado em 23 de março de 2003 após o reconhecimento de uma cura atribuída a ele como um milagre.

## Biografia
Bonhomme nasceu em 1806, na França; ele tinha uma irmã. Ele foi uma criança piedosa e estudiosa que sentiu seu chamado religioso quando criança.
Ele começou seus estudos para o sacerdócio em Montfaucon em novembro de 1818 e, mais tarde, foi ordenado para o diaconato. Enquanto diácono, ele estabeleceu uma escola para adolescentes do sexo masculino. Foi ordenado sacerdote em 23 de dezembro de 1827 e foi designado pároco na Diocese de Cahors. Em 1831, ele abriu uma escola para preparar seminaristas para o sacerdócio e ajudá-los em seus estudos, e mais tarde estabeleceu os Filhos de Maria para prover a necessidade espiritual das meninas em Gramat .
Ele ganhou uma reputação formidável como pregador e pedia a todas as pessoas, especialmente aos jovens, que visitassem e ajudassem os pobres e frágeis que ele acreditava que estavam efetivamente abandonados. Ele fundou uma casa por volta da mesma época e também estabeleceu sua própria congregação religiosa, encarregada de ensinar às crianças, ajudar os pobres e ajudar os doentes e deficientes. Conhecido por sua devoção a Nossa Senhora de Rocamadour, ele se voltou para ela depois que ele perdeu completamente a voz enquanto pregava um retiro; ele foi milagrosamente curado e conseguiu completar o retiro.
Bonhomme sentiu uma forte vocação para a vida carmelita em 1836, depois de um breve retiro para um mosteiro trapista em Mortagne, mas seu bispo insistiu em continuar seu trabalho como pároco. Ele cedeu e pregou até 1848, quando uma doença que atingiu sua laringe forçou-o a parar. Depois disso, voltou toda a sua atenção para a ordem e esforçou-se para expandir o seu trabalho para o cuidado dos surdos e dos mudos em 1854 e, mais tarde, em 1856, expandindo seu papel para o cuidado dos doentes mentais. Ele continuou a guiar as religiosas professas da ordem e escreveu sua regra.
Bonhomme morreu em 9 de setembro de 1861. Sua ordem expandiu por toda a França, mas também para outros estados, como o Brasil e as Filipinas.

## Beatificação
O processo de beatificação de Bonhomme começou em Cahors em um processo diocesano que reuniu documentação e testemunhos em 1952. Isso lhe concedeu o título póstumo de Servo de Deus e ocorreu apesar do fato de que a introdução formal da causa não ocorreu até 15 de março de 1980. A Positio - documentação sobre sua vida e um relato de suas virtudes - foi compilada após o processo e foi submetida à Congregação para as Causas dos Santos, em Roma, em 1984.
Ele foi proclamado Venerável em 23 de outubro de 1987, depois que o Papa João Paulo II reconheceu que Bonhomme havia vivido uma vida de virtude heróica .
O milagre necessário à sua beatificação foi submetido a uma investigação completa em um tribunal diocesano e foi concedida sua ratificação formal em 27 de outubro de 2000, para que a causa prosseguisse até Roma. João Paulo II aprovou e o beatificou em 23 de março de 2004.